# Poeville
Poeville é na atualidade uma cidade fantasma e área não incorporada do condado de Washoe, estado de Nevada, nos Estados Unidos.

## História
Poeville também conhecida Peavine até 1863 é o lugar de uma histórica vila mineira, fundada em 1864. John Poe, um promotor profissional do estado de Michigan alegadamente relacionado com Edgar Allan Poe, descobriu ricos veios de ouro e prata em 1862 nas encostas do Peavine Mountain. Depois da descoberta do minério, o antigo campo mineiro, chamado Poe City (Poeville) ou (Podunk)/Poedunk) viu a sua população aumentar para 200 habitantes em 1864. A produção mineira no distrito mineiro e a população atingiu o seu pico populacional por volta de  1873-1874 com várias centenas de habitantes vivendo na vila, que também contava com três hotéis e uma estação de correios. A estação de correios, chamada "Poeville", esteve em funcionamento entre 1 de setembro de 1874 e 24 de março de 1878.
A fundição do minério na vila era difícil e os recursos aquíferos eram escassos. A situação foi melhorada em 1866, quando o minério extraído foi fretado para os fundidores por vagão para  Cisco e depois com a  Central Pacific Railroad, por caminho-de-ferro para Sacramento, na Califórnia.  O rendimento das minas era baixo. para o minério extraído era rico não em ouro, mas em cobre. A atividade mineira rapidamente abrandou, cessandototalmente nos finais da década de 1870 . Por volta de 1880, apenas residiam na vila 15 pessoas. Atualmente quase nada resta da antiga vila mineira. Várias pequenas operações mineiras têm ocorrido nas proximidades da antiga vila.